# Nozawa Hideyuki
Hideyuki Nozawa (野沢 英之 (Dã Trạch Anh Chi) Nozawa Hideyuki, sinh ngày 15 tháng 8 năm 1994 ở Wakō, Saitama) là một cầu thủ bóng đá người Nhật Bản thi đấu ở vị trí tiền vệ cho FC Gifu.

## Sự nghiệp câu lạc bộ

### F.C. Tokyo
Nozawa có màn ra mắt cho F.C. Tokyo ngày 23 tháng 3 năm 2013 trước Kashima Antlers ở J. League Cup tại Sân vận động bóng đá Kashima, anh có mặt trong đội hình xuất phát, thi đấu 62 phút trước khi bị thay ra cho Hirotaka Mita và F.C. Tokyo giành chiến thắng 4–2.

## Quốc tế
Nozawa cùng với U-17 Nhật Bản tham gia Giải vô địch bóng đá U-17 thế giới 2011, anh thi đấu hai trận với U-17 Jamaica và U-17 Argentina.

## Thống kê sự nghiệp

### Câu lạc bộ
Cập nhật đến ngày 23 tháng 2 năm 2017.
| Câu lạc bộ          | Mùa giải            | Giải vô địch | Giải vô địch | J. League Cup | J. League Cup | Cúp Hoàng đế Nhật Bản | Cúp Hoàng đế Nhật Bản | AFC     | AFC       | Tổng    | Tổng      |
| Câu lạc bộ          | Mùa giải            | Số trận      | Bàn thắng    | Số trận       | Bàn thắng     | Số trận               | Bàn thắng             | Số trận | Bàn thắng | Số trận | Bàn thắng |
| ------------------- | ------------------- | ------------ | ------------ | ------------- | ------------- | --------------------- | --------------------- | ------- | --------- | ------- | --------- |
| F.C. Tokyo          | 2013                | 0            | 0            | 1             | 0             | 0                     | 0                     | –       | –         | 1       | 0         |
| F.C. Tokyo          | 2014                | 4            | 0            | 1             | 0             | 0                     | 0                     | –       | –         | 5       | 0         |
| F.C. Tokyo          | 2015                | 3            | 0            | 1             | 0             | 0                     | 0                     | –       | –         | 4       | 0         |
| F.C. Tokyo          | 2016                | 2            | 0            | 0             | 0             | 1                     | 0                     | 0       | 0         | 3       | 0         |
| U-23 FC Tokyo       | 2016                | 26           | 1            | –             | –             | –                     | –                     | –       | –         | 26      | 1         |
| Tổng cộng sự nghiệp | Tổng cộng sự nghiệp | 35           | 1            | 3             | 0             | 1                     | 0                     | 0       | 0         | 39      | 1         |